# Michelangelo Dall'Armellina
Michelangelo Dall'Armellina (Bozzolo, 17 luglio 1920 – Vicenza, 15 febbraio 1992) è stato un politico italiano.

## Biografia
Esponente veneto della Democrazia Cristiana, è stato deputato per tre legislature, rimanendo a Montecitorio dal 1963 al 1976. 
Dopo la morte il comune di Sarego gli dedica una via.